# Coulvain
Coulvain é uma ex-comuna francesa na região administrativa da Normandia, no departamento de Calvados. Estendeu-se por uma área de 4,29 km². Em 2010 a comuna tinha 365 habitantes (densidade: 85,1 hab./km²).
Em 1 de janeiro de 2016 foi fundida com a comuna de Saint-Georges-d'Aunay para a criação da nova comuna de Seulline.